# Acetone
Acetone er den simplest mulige keton og bruges bl.a. som et opløsningsmiddel for lakker og harpikser. Neglelakfjerner består hovedsageligt af acetone. Stoffet virker affedtende, så ved længere tids hudkontakt kan det medføre eksem eller revnedannelse.
Acetone er farveløst og brændbart. Stoffet anvendes som opløsningsmiddel og udgangsmateriale i organisk syntese, hvor det er let tilgængeligt og let håndterbart, på linje med sprit (ethanol).
Acetone dannes ved insulinmangel i kroppen, som det ses ved sukkerforgiftning (diabetisk coma), som en metabolit i fedtforbrændingen.
Denatureret sprit, eller husholdningssprit, er sprit som er gjort udrikkelig ved tilsætning af bl.a. acetone.

## Bortskaffelse
Acetone betragtes som farligt affald og skal bortskaffes efter din kommunes anvisninger, også når der er tale om neglelak og neglelakfjerner.
- Acetone
- Acetone